# جوليا فوث
جوليا فوث (بالإنجليزية: Julia Voth)‏ (16 مايو, 1985) ممثلة عارضة أمريكية من اصل كندية ولدت في ساسكاتشوان كندا ظهرت في عدد من أفلام اشتهرت بدورها في فيلم صفعة عاهرة مع أمريكا أوليفو و ارين كامينغز .

## الحياة الشخصية
فوث متزوج من مدير المواهب / منتج الأفلام ديفيد زونشاين.

## روابط خارجية
- الموقع الرسمي
- جوليا فوث على موقع IMDb (الإنجليزية)
- جوليا فوث على موقع ألو سيني (الفرنسية)
- جوليا فوث على موقع أول موفي (الإنجليزية)
- جوليا فوث على موقع قاعدة بيانات الفيلم (الإنجليزية)
- جوليا فوث على موقع كينوبويسك (الروسية)